# ALOHAnet
ALOHAnet, também conhecida como ALOHA System, ou simplesmente ALOHA, foi um sistema pioneiro de rede de computadores desenvolvido na Universidade do Havaí. O ALOHAnet entrou em operação em junho de 1971, fornecendo a primeira demonstração pública de uma rede de dados por pacotes sem fio. Foi a primeira rede de pacotes usando rádio, desenvolvida por Normam Abramson, Universidade do Hawaii.
Criada em 1970, a rede ALOHA funcionava sem fios. Usava a mesma tecnologia que o rádio-amador. A forma como a rede resolvia os problemas de colisão de informação (em caso de falha, tentava enviar novamente tempo depois) inspirou Bob Metcalfe e outros, mais tarde, dariam origem ao protocolo Ethernet, o mais adotado em redes computacionais.
A grande diferença entre a Ethernet e a Aloha é que a primeira usa o CSMA/CD, que permite avisar todos os computadores ligados à rede que ocorreu uma colisão de informação, forçando os computadores a rejeitar o pacote de informação recebido.
O protocolo da Aloha foi criado por Norman Abramson, um professor de engenharia em Stanford que gostava muito de surf. Como amante que era desse desporto contactou a Universidade do Hawai para saber se estariam interessados em contratar um professor de matemática.
Em 1970 o sistema, por ele criado para conectar as ilhas do Hawaii, estava em funcionamento, tendo a honra de ser a primeira rede wireless (de dados) da história.
Mais tarde (1971), este rede recebe um IMP e torna-se a primeira rede externa a ligar-se à ARPANET (a primeira Internet).